# Baumgartenalm
Die Baumgartenalm ist eine Alm im Ortsteil Hohenaschau der Gemeinde Aschau im Chiemgau.
Zwei Gebäude der Oberen Baumgartenalm stehen unter Denkmalschutz und sind unter der Nummer D-1-87-114-124 in die Bayerische Denkmalliste eingetragen.

## Baubeschreibung
Zwei Gebäude auf der Oberen Baumgartenalm stehen unter Denkmalschutz.
Der Schindelberger Kaser ist ein eingeschossiger, verputzter Satteldachbau mit barocker Tür, der mit dem Jahr 1768 bezeichnet ist. Das Dach wurde 1940 erneuert.
Beim Oberreichenauer Kaser handelt es sich um einen eingeschossigen Flachsatteldachbau mit Zierschrot in Blockbauweise auf einem Bruchsteinsockel, der um 1800 entstanden ist.

## Heutige Nutzung
Die Baumgartenalm wird heute noch landwirtschaftlich genutzt.

## Lage
Die Baumgartenalm befindet sich unterhalb des Predigtstuhls auf einer Höhe von 1100 m ü. NN. Die Baumgartenalm gliedert sich in Obere und Untere Baumgartenalm.